# Katastrofa kolejowa w Białymstoku (1989)
Katastrofa kolejowa w Białymstoku – wypadek kolejowy, który miał miejsce 9 marca 1989 roku, około godziny 3:00 w Białymstoku. Pociąg przewożący chlor z ZSRR do NRD, w wyniku pęknięcia szyny, wykoleił się w okolicach ulicy Poleskiej.

## Katastrofa
Około godziny 3 nad ranem do granic Białegostoku dotarł 32-wagonowy pociąg (zawierający 6 cystern z ciekłym chlorem) z ZSRR do NRD. Pociąg minął Białystok Fabryczny i zmierzał w kierunku stacji Białystok. O godzinie 2:25 w okolicach ulicy Jagienki (wzdłuż ulicy Poleskiej) 4 cysterny wypadły z torów. Po kilku minutach na miejscu pojawiły się 2 jednostki straży pożarnej oraz przedstawiciele PKP. O 3:45 została zawiadomiona specjalna jednostka Centralnej Stacji Ratownictwa Chemicznego przy rafinerii w Płocku, ponieważ białostocka straż pożarna nie posiadała odpowiedniego sprzętu. W tym samym czasie rozstawiono specjalne posterunki, które miały ograniczyć dostęp osób trzecich oraz uniemożliwić rozprzestrzenienie się informacji o zdarzeniu.
Około godziny 5 nad ranem rozpoczął obrady specjalny sztab, w skład którego wchodziły służby ratownicze i prezydent Białegostoku. Około godziny 11 (po 9 godzinach od katastrofy) władze podały pierwsze komunikaty. Wielu ludzi ukryło się w domach lub postanowiło wyjechać z miasta. Niektórzy z mieszkańców uważali, że chlor wydostawał się od dołu, dlatego wielu z nich uciekało na wyższe piętra budynków, na przykład do sąsiadów.
O godzinie 14 przy pomocy specjalnego dźwigu kolejowego podniesiono jedną z cystern. Podczas stawiania cystern na tory istniało poważne ryzyko rozszczelnienia cystern, które mogło doprowadzić do ogromnego skażenia. Kilka godzin później, o 21, po kilku próbach na tory wróciły kolejne cysterny. Całą akcją kierował ppłk poż. Krzysztof Wojtecki z Wojewódzkiej Komendy Straży Pożarnej.
Po akcji ratowniczej cztery zbiorniki z chlorem i jeden wagon kryty odholowano na Dworzec Fabryczny. Stamtąd 10 marca, o godzinie 17:15, wysłano je do Żedni, oddalonej o 20 kilometrów od Białegostoku.

## Przyczyny i konsekwencje
Po około 2 tygodniach prokuratura stwierdziła, że przyczyną katastrofy było pęknięcie torów, spowodowane nieprawidłową konserwacją. Oskarżono również pracowników PKP o niedopełnienie obowiązków i narażenie mieszkańców Białegostoku na śmiertelne niebezpieczeństwo. Chmura chloru, która mogła się wydobyć po rozszczelnieniu cystern, mogła objąć obszar 2–3 na 50 kilometrów.
W 1994 roku w miejscu katastrofy wzniesiono krzyż upamiętniający tamte wydarzenia, przy którym odbywają się coroczne uroczystości z udziałem władz miasta. Według inicjatorów budowy krzyża do uratowania miasta miało się przyczynić wstawiennictwo bł. Michała Sopoćki.
Wypadek ten był przedmiotem analiz naukowych.